# سد موروم
سد موروم هو سد مائي يقع على نهر موروم في سراوق، ماليزيا. بدأ بناءه عام 2008، وبدأ خزان السد في الامتلاء في يوليو 2013. تم تشغيل أول مولد في ديسمبر 2014. كما تم تشغيل التوربين الرابع والأخير في 8 يونيو 2015. أثيرت مخاوف بشأن نزوح شعب الدياك وإزالة الغابات المطيرة بسبب بناء السد.
يقع موقع السد على نهر موروم، الذي يقع في الجزء العلوي من حوض نهر راجانج، 200 كـم (124 ميل) من بينتولو، ويشتمل منبع نهر راجانج على أربع درجات هي بيلاجوس وباكون وموروم وبيلاجا، مشروع موروم للطاقة الكهرومائية هو المشروع الثاني للطاقة الكهرومائية من بين المشاريع الأربعة، ويبلغ طوله 70 كـم (43 ميل) من مشروع باكون الكهرومائي الجاري إنشاؤه في اتجاه مجرى النهر.